# Out of Our Heads
Out of Our Heads je třetí britské a čtvrté americké album kapely The Rolling Stones. Bylo vydáno v roce 1965 přes Decca Records ve Velké Británii a London Records ve Spojených státech, přičemž obě verze se od sebe značně liší.
Album nejprve vyšlo v červenci 1965 ve Spojených státech a obsahovalo studiové nahrávky pořízené během posledního půl roku, mezi nimi i populární singl „The Last Time“ a celosvětový hit „(I Can't Get No) Satisfaction“, ale také nahrávku z EP got LIVE if you want it!. Díky popularitě, kterou získal singl „Satisfaction“, se Out of Our Heads stalo prvním albem The Rolling Stones, které se na americkém žebříčku umístilo na prvním místě a získalo platinovou desku. Fotografie na obalu byla pořízena při fotografování pro obaly alb 12 X 5 a The Rolling Stones No. 2. V roce 2002 byla americké verze alba vyhlášena časopisem Rolling Stone 114. nejlepším albem všech dob.
Britská verze, s odlišným obalem, byla vydána až v září 1965 a obsahuje písně nahrané až po vydání americké verze, přičemž byly vyřazeny úspěšné singly a živé nahrávky. Některé nahrávky byly poté zařazeny na americké album December's Children (And Everybody's). Na žebříčku se album umístilo na druhém místě za albem Help! kapely The Beatles. Jde také o poslední britské album kapely, na kterém dominují cover verze R&B hitů, na následujících albech se podíleli především Mick Jagger a Keith Richards.
Britská verze tohoto alba vyšla asi o měsíc později než její americká „sestra“. Na rozdíl od ní začíná odvázanou "She Said Yeah", zatímco na americké úvod obstarává pomalá skladba "Mercy Mercy". Na místo Satisfaction a The Last Time se v Británii objevily písně "Oh Baby (We Got a Good Thing Going)" a "Heart of Stone", které ve Spojených státech vyšly už před pěti měsíci na albu The Rolling Stones Now!. Navíc jsou zde písně "I'm Free" a "Talkin' 'Bout You", jenž se v USA objevily až na desce December's Children, která byla vydána o tři měsíce později. Aby nebylo všem zmatkům konec, černobílý obal alba od Gerarda Mankowitze byl použit i na desce December's Children. Ačkoli je celé album takto poslepované, výrazně převyšuje svou kvalitou soudobé americké nahrávky. Obsahuje prvotřídní rock & rollové a R&B skladby, z nichž některé směřují už k hloubavějším polohám (např. "I'm Free"). Britské verzi velmi prospívá, že na ní nejsou hitové singly určené pro rádia jako Satisfaction, The Last Time nebo Get off of My Cloud či novinky typu As Tears Go By, které by narušovaly jeho plynulost.

## Seznam skladeb (britská verze)
1. "She Said Yeah" (Sonny Christy/Roddy Jackson) - 1:34
2. "Mercy, Mercy" (Don Covay/Ronnie Miller) - 2:45
3. "Hitch Hike" (Marvin Gaye/William Stevenson/Clarence Paul) - 2:25
4. "That's How Strong My Love Is" (Roosevelt Jamison) - 2:25
5. "Good Times" (Sam Cooke) - 1:58
6. "Gotta Get Away" (Mick Jagger/Keith Richards) - 2:06
7. "Talkin' 'Bout You" (Chuck Berry) - 2:31
8. "Cry To Me" (Bert Russell) - 3:09
9. "Oh Baby (We Got A Good Thing Goin')" (Barbara Lynn Ozen) - 2:08
10. "Heart Of Stone" (Mick Jagger/Keith Richards) - 2:50
11. "The Under Assistant West Coast Promotion Man" (Nanker Phelge) - 3:07
  - Poslední použití pseudonymu "Nanker Phelge"
12. "I'm Free" (Mick Jagger/Keith Richards) - 2:24

## Seznam skladeb (americké verze)
1. "Mercy, Mercy" - 2:45
2. "Hitch Hike" - 2:25
3. "The Last Time" (Mick Jagger/Keith Richards) - 3:41
4. "That's How Strong My Love Is" - 2:25
5. "Good Times" - 1:58
6. "I'm Alright (Live)" (Nanker Phelge) - 2:23
  - Živá nahrávka z března 1965 a prvně vydána na got LIVE if you want it! EP
7. "(I Can't Get No) Satisfaction" (Mick Jagger/Keith Richards) - 3:43
8. "Cry To Me" - 3:09
9. "The Under Assistant West Coast Promotion Man" - 3:07
10. "Play With Fire" (Nanker Phelge) - 2:14
  - Vydána jako B-Strana singlu „The Last Time“ v Británii a USA
11. "The Spider And The Fly" (Mick Jagger/Keith Richards) - 3:38
  - Vydáno jako B-Strana singlu „(I Can't Get No) Satisfaction“ v Británii
12. "One More Try" (Mick Jagger/Keith Richards) - 1:58
  - V Británii nevydáno až do roku 1971